# Maranthes aubrevillei
Maranthes aubrevillei är en tvåhjärtbladig växtart som först beskrevs av François Pellegrin, och fick sitt nu gällande namn av Ghillean `Iain' Tolmie Prance. Maranthes aubrevillei ingår i släktet Maranthes och familjen Chrysobalanaceae. Inga underarter finns listade i Catalogue of Life.